# Hwang Hyung-bum
Hwang Hyung-bum (koreanisch 황형범 Hwang Hyeong-beom; * 1. September 1983) ist ein südkoreanischer Dreibandspieler.

## Karriere
Hwang gehört seit den 2010er-Jahren zu den besten Spielern seines Landes. Er nimmt regelmäßig an internationalen teil und konnte bisher mit je einer Silber- und Bronzemedaille beim Dreiband-Weltcup punkten. In Porto musste er sich 2015 im Finale nur dem 44-fachen Weltcup-Sieger Torbjörn Blomdahl aus Schweden beugen.

## Erfolge
- Dreiband-Weltcup:  2015/2  2014/5
- Harim Cup National Championship (Korea):  2014
- Southern Provinces Championship (Korea):  2014
- Chunchon City Open National Championship (Korea):  2014
- Zanca Safety Championship (Korea):  2015

Quellen: 